# میدان تایمز (فیلم)
میدان تایمز (انگلیسی: Times Square) فیلمی آمریکایی در سبک درام و موزیکال است که در سال ۱۹۸۰ منتشر شد.